# Anna Weman

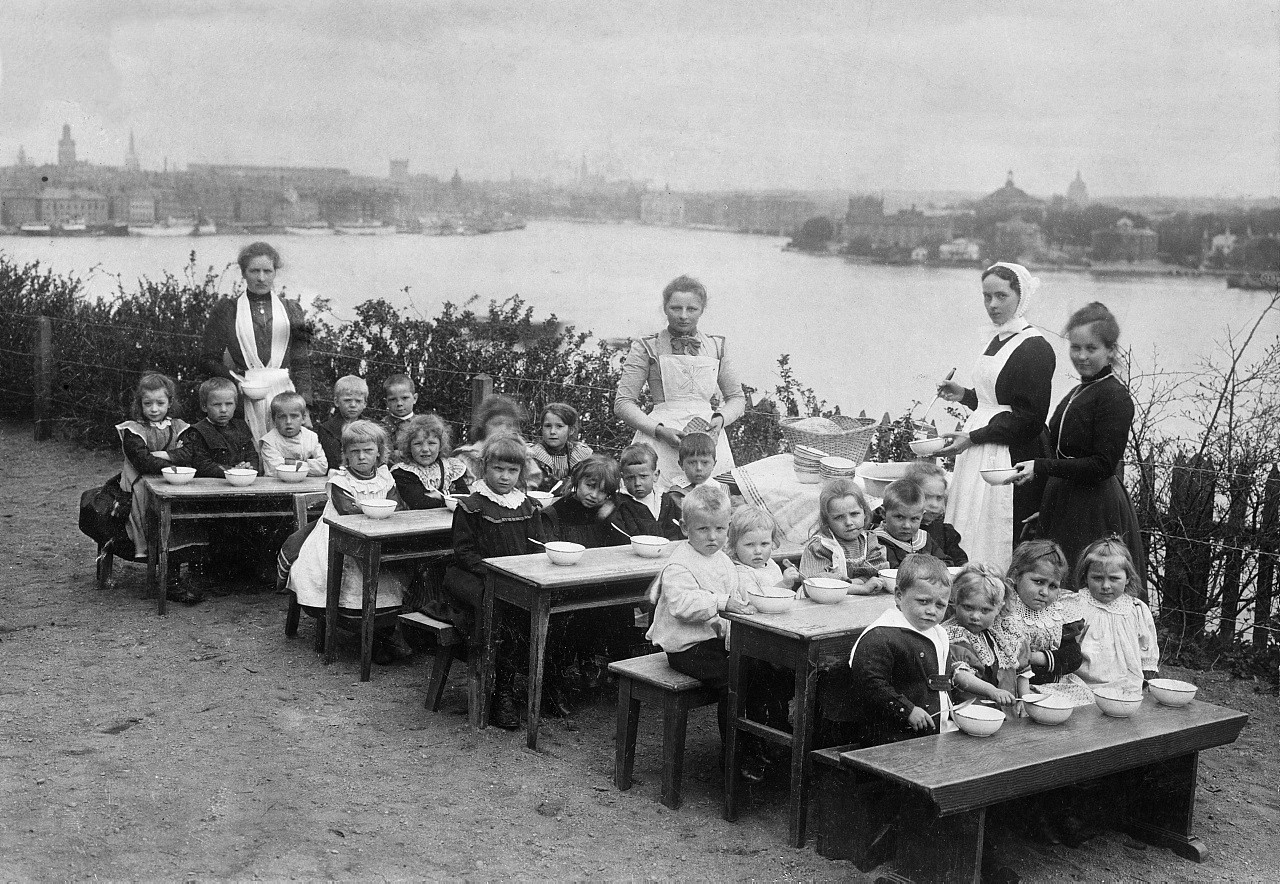
Anna Weman, serverande mat, med barn och kollegor vid Katarina småbarnsskola vid sekelskiftet 1900. Weman synes längst bak, andra personen från höger, iklädd gängse diakonissdräkt.

Anna Maria Weman, född 9 december 1866 i Bäckseda i Småland, död 11 september 1930 på Ersta i Stockholm, var en svensk diakonissa och en av Sveriges första förskollärare.
Weman var dotter till civilingenjören Thorsten Johan Weman och Beda Julia Augusta Carlsten. Weman var syster till Carl Weman och tillhörde den finlandssvenska släkten Weman.
Familjen flyttade 1870 till Göteborg där hon sattes i reformpedagogen Sigrid Rudebecks flickskola. Wemans mor dog 1878 och två år senare, 1880, även hennes far. Efter hans död flyttade Weman med sina syskon till sin mormor Sofia Carlsten Linderholm. Weman studerade de sista två åren av sin skolgång vid Jönköpings elementarskola för flickor.
År 1887 inledde Weman sin diakonissutbildning vid Svenska diakonissanstalten på Ersta och upptogs som diakonissa 1893 efter att hon en tid tjänstgjort som diakonissa i Nederkalix församling där hon arbetade vid ett barnhem och därigenom fick erfarenhet av socialt och pedagogiskt arbete med barn.
När kyrkoherde Axel Landquist å Katarina församlings vägnar 1893 sökte en ny föreståndare till Katarina småbarnsskola rekommenderades Weman av diakonissan Louise Fryxell. Det skedde efter att den tidigare föreståndarinnan pensionerats och ett pedagogiskt utvecklingsarbete från traditionell småbarnsskolepedagogik till barnträdgårdspedagogik planerades av Stockholms Småbarnsskolesällskap. 1 april 1895 anställdes Weman efter att ha utbildat sig till barnträdgårdsledarinna vid det tyska diakonala centret Oberlinhaus. På Katarina småbarnsskola tog Weman även emot medsystrar inom barnomsorgen och undervisade dem i barnträdgårdspedagogik. Weman arbetade på Katarina småbarnsskola fram till 1912 då hon blev föreståndarinna på en avdelning för provsystrar vid Ersta diakonisällskap.
Den svenska barnträdgårdspionjären Ellen Moberg framhäver Weman som en föregångare inom barnträdgårdspedagogiken i Barnträdgården – en handbok. Vid Katarina småbarnsskola ansågs Weman enligt bland andra Landquist och Elmund ha inlett ett pedagogiskt utvecklingsarbete ”som kom att göra denna småbarnsskola till ett mönsterdaghem”. Enligt Ekstrand lyftes bland annat Katarina småbarnsskola som ”den mest moderna inrättningen /…/ för sin tid”.